# Copiapoa leonensis
Copiapoa leonensis es una especie de planta suculenta perteneciente al género Copiapoa, dentro de la familia Cactaceae. Es endémica del norte de Chile (concretamente del desierto de Atacama).

## Descripción
Copiapoa leonensis es una especie de cactus pequeño solitario que generalmente no está ramificado, aunque a veces lo encontramos con dos o más cabezas. Los tallos tienen consistencia dura y aunque su forma es esférica, tienden a alargarse ligeramente. Miden de 3,5 a 8 cm de diámetro y la epidermis es de color verde grisáceo, la cual se vuelve rosada si se expone a la luz solar directa. Tienen el ápice plano y lanoso, y su raíz principal mide 3 cm de diámetro y 15 cm de largo. Es fuerte y se une al tallo mediante una constricción en forma de cuello.
Presenta de 11 a 16 costillas aplanadas que miden menos de 0,7 cm de alto y unos 0,8 cm de grosor. Están divididas en tubérculos redondeados que se disponen en espiral en las plantas más jóvenes. Sobre ellos se asientan areolas redondas de 0,2 a 0,3 cm de diámetro, algo hundidas y separadas unas de otras por 1 cm de distancia. Son lanosas cuando son jóvenes, pasando a ser desnudas (glabras) con la edad. Tienen espinas de color negro a gris oscuro, aciculares, generalmente rectas y de 2,5 cm de largo. Entre ellas se distinguen de 1 a 3 espinas centrales gruesas (pudiendo faltar en las areolas más viejas), y de 8 a 10 espinas radiales más delgadas dispuestas en todas direcciones.
Las flores son diurnas, nacen en el ápice de los tallos y miden de 2 a 3 cm de largo. Son de color amarillo anaranjado, tienen forma de embudo y desprenden olor (fragantes). Se cierran por la noche y el período de apertura dura muchos días. Las brácteas presentan escamas pequeñas de color rojizo y las axilas son desnudas. Los frutos son de color rojo pálido y contienen las semillas en su interior.

## Distribución y hábitat
El área de distribución nativa de esta especie es el norte de Chile (concretamente en el desierto de Atacama) y crece principalmente en biomas desérticos o de matorrales secos, entre el mar y los primeros cerros costeros y hacia el interior, hasta los 970 metros de altitud. 
Se desarrolla tanto en laderas de cerros arenosos como sobre suelos cascajosos cubiertos de guijarros o cantos rodados, o incluso en grietas de rocas.

## Taxonomía
Copiapoa leonensis fue descrita por los botánicos británicos Ingrid Schaub y Ricardo Keim, y publicada por primera vez en la revista científica Cactus & Co. 10: 124 en el año 2006.

Etimología
- Copiapoa: nombre genérico que hace referencia a la ciudad chilena de Copiapó, ubicada en el desierto de Atacama, lugar donde se encuentran la mayoría de las especies de este género.
- leonensis: epíteto geográfico que hace referencia a la Quebrada Leones (Chile), región del desierto de Atacama donde se descubrió la especie.[4]

## Estado de conservación
En la Lista Roja de Especies Amenazadas de la UICN, la especie está clasificada como “En Peligro Crítico (CR)”.
Las principales amenazas que sufre la especie se deben al deterioro del hábitat por efecto de la disminución en las precipitaciones por el cambio climático, la recolección ilegal, la minería y la construcción de caminos.

## Usos

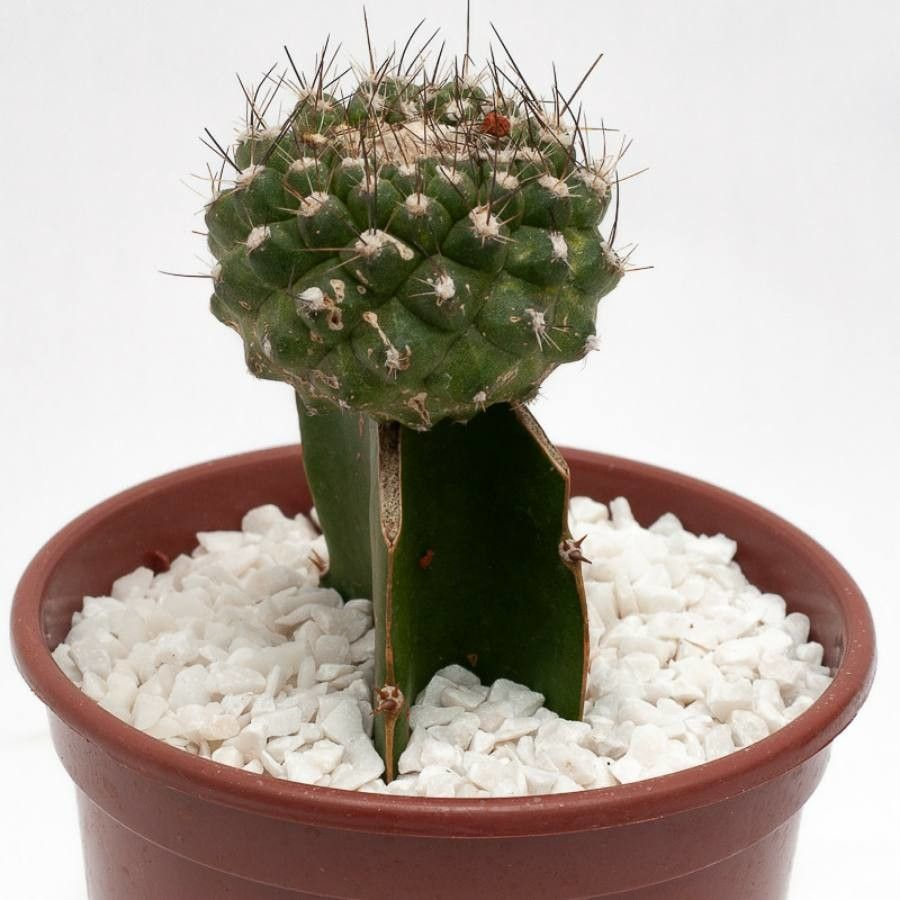
Copiapoa leonensis injertada

Se cultiva principalmente como planta ornamental y su propagación se realiza a través de esquejes o semillas.